# 尾崎晶
尾崎 晶（おざき あきら、男性）は、日本の漫画家。もっぱら成人向け漫画を発表している。
作品は雑誌「アクションピザッツDX」「アクションピザッツ」に掲載している。

## 人物
本人は広島東洋カープのファンであり、作品中にもカープの小ネタを描いている。
モーニング娘。も好きなようで作品中にもモーニング娘。の小ネタを描いている。
複数の作品に登場する女性キャラで女子アナの人妻秋野美佐子が大人気だが、単行本『レヴォリューションNo.12』第1巻のあとがきには「編集から美佐子さんを描くなと言われました」とコメントしている。

## 作品リスト

### 連載中の作品
- 未亡人アナ瑠璃子の非日常（双葉社『アクションピザッツ』[注 1]2024年9月号 - ）

### 成人向け漫画・指定マークあり
- NEO・ERO （司書房〈ツカサコミックス〉、1994年9月）
- D-SHOCK （司書房〈ツカサコミックス〉、1995年10月）
- DAY BY DAY （司書房『コミックドルフィンJr』、同社〈ツカサコミックス〉、単巻）
  1. 1996年12月15日 ISBN 4-812800072
- 幕末学園伝 リョーコ参る!（ヒット出版社『COMIC阿呍』[注 2]、同社〈セラフィンコミックス〉、全3巻）
  1. 「リョーコ参る!」壱、1997年10月25日 ISBN 4-894650045
  2. 「リョーコ参る!」弐、1998年07月25日 ISBN 4-894650436
  3. 「リョーコ参る!」参、1999年05月25日 ISBN 4-894650711
- NEO-SHOCK （海王社〈海王社コミックス・コミックウィンクルシリーズ〉、単巻）
  1. 2000年06月30日発売 ISBN 4-87724249X
- おしえて由貴子先生（海王社〈海王社コミックス・コミックウィンクルシリーズ〉、単巻）
  1. 2001年02月27日発売 ISBN 4-877242597
- 人妻アナウンサーナマ本番（双葉社『アクションピザッツDX』[注 1]、エンジェル出版〈エンジェルコミックス〉、単巻） ※『人妻爆乳アナウンサー由里子さん』の続編[2]
  1. 2011年02月17日発売 ISBN 978-4-873063768
- ママがアイドル!? （双葉社『アクションピザッツDX』[注 1]、エンジェル出版〈エンジェルコミックス〉、単巻）
  1. 2014年03月17日発売 ISBN 978-4-873065595
- E・S・P! エロ・スケベ・パワー! （エンジェル出版〈エンジェルコミックス〉）
  1. 2015年01月17日発売 ISBN 978-4-873066226
  2. 2015年12月17日発売 ISBN 978-4-87306-679-0
- 声だけでイッちゃう　(エンジェル出版〈エンジェルコミックス〉、単巻)
  1. 2016年11月7日発売 ISBN 978-4-87306-734-6
- 人妻声優イクコさん❤️　(エンジェル出版〈エンジェルコミックス〉、単巻)
  1. 2017年10月7日発売　ISBN 978-4-87306-782-7
- 人妻淫乱総選挙　(エンジェル出版〈エンジェルコミックス〉、単巻)
  1. 2018年9月15日発売 ISBN 978-4-87306-825-1
- 人妻市長の淫靡な性交改革　(エンジェル出版〈エンジェルコミックス〉、単巻)
  1. 2019年7月17日発売 ISBN 978-4-87306-868-8
- 集合せよ！ドリフトV (エンジェル出版〈エンジェルコミックス〉、単巻)
  1. 2021年4月15日発売 ISBN 978-4-87306-945-6
- マジシャンとHな弟子(エンジェル出版〈エンジェルコミックス〉、単巻)
  1. 2022年12月15日発売 ISBN 978-4-86772-027-1
- HELP!サヤ先生❤️(エンジェル出版〈エンジェルコミックス〉、単巻)
  1. 2024年8月17日発売　ISBN 978-4-86772-101-8

### 成人向け漫画・指定マークなし
- キャスター夏目玲子の誘惑（双葉社『アクションピザッツ』[注 3]、同社〈アクションコミックス〉、全4巻）※連載作品『キャスター夏目玲子の×××』単行本表題
  1. 2000年12月11日発売 ISBN 4-57582528X
  2. 2001年06月28日発売 ISBN 4-575825735
  3. 2002年05月12日発売 ISBN 4-575826693
  4. 2003年02月11日発売 ISBN 4-575827878
- こちら桃色カンパニー（双葉社『アクションピザッツ』[注 3]、同社〈アクションコミックス〉、全3巻）
  1. 2003年11月28日発売 ISBN 4-575829080
  2. 2004年11月12日発売 ISBN 4-575830291
  3. 2005年09月28日発売 ISBN 4-575831492
- レヴォリューションNo.12 （双葉社『アクションピザッツ』[注 3]、同社〈アクションコミックス〉、全2巻）
  1. 2006年07月28日発売 ISBN 4-575832677
  2. 2007年07月28日発売 ISBN 978-4-575833850
- Dear.下町プリンセス（双葉社『アクションピザッツ』[注 3]、同社〈アクションコミックス〉、全2巻）
  1. 2008年04月28日発売 ISBN 978-4-575834802
  2. 2009年02月12日発売 ISBN 978-4-575835762
- 人妻爆乳アナウンサー由里子さん（双葉社『アクションピザッツDX』[注 1]、同社〈アクションコミックス〉、第1巻のみ）※都条例により不健全図書に指定、絶版[2]。
  1. 2010年02月09日発売 ISBN 978-4-575837315
- バーディバディGO!! （双葉社『アクションピザッツDX』[注 1]、同社〈アクションコミックス〉、単巻）
  1. 2011年10月12日発売 ISBN 978-4-575839784
- リラ+クリ（双葉社『アクションピザッツDX』[注 1]、エンジェル出版〈エンジェルコミックス〉、単巻）
  1. 2012年10月17日発売 ISBN 978-4-873064543
- ラキ+クリ（双葉社『アクションピザッツDX』[注 1]、エンジェル出版〈エンジェルコミックス〉、単巻） ※『リラ+クリ』のシリーズ作品[3]
  1. 2013年05月07日発売 ISBN 978-4-873065021

### 非成人向け漫画
- Gガンダム ネオ香港大迷惑！情け無用のGファイト!!（講談社『コミックボンボン 夏休み増刊号 [1997年9月号増刊]』、読切） ※オザキアキラ名義

## 作中の主な登場人物
メインキャラクター
- 千葉由里子(シュトTVアナウンサー/作品によってはフタバTVアナウンサー)「人気爆乳アナウンサー由里子さん」「人妻アナウンサーナマ本番」「人妻淫乱総選挙」「人妻市長の淫靡な性交改革」の主人公
- 秋野美佐子(フタバTVアナウンサー)「こちら桃色カンパニー」のメインキャラクター
- 葉月雪絵(バタフTVアナウンサー/作品によってはテイトTVアナウンサー)「Dear.下町プリンセス」メインキャラクター

### 連載中の作品
■未亡人アナ瑠璃子の非日常（第1話〜第5話「アクションピザッツ」2024年9月号〜2025年5月号（隔月掲載）、書き下ろし予定）
- 有馬瑠璃子（テイトTVアナウンサー/千葉由里子姉/有馬省吾母/主人公）［第1話より登場］熱海源太郎と打合せ室オマ◯コ（第1話）、小池君と『カジノDEバクロ』収録中オマ◯コ（第2話）、ダブルドリブルと自宅で3Pオフ◯コ（第4話）、七瀬さんが自宅訪問「エロ番組出演解禁」（第5話）

※「HELP!サヤ先生❤️」登場
- 別府こころ（テイトTV情報制作局P）［第1話］
- 熱海源太郎（テイトTV情報制作局AD/元プロレスラー）［第1話］瑠璃子さんと打合せ室オマ◯コ（第1話）
- 伊東圭一（テイトTV情報制作局AD/熱海源太郎の先輩）［第1話］
- 加藤黒美（テイトTVアナウンサー）［第2話］『カジノDEバクロ』収録をインフルでダウン（第2話）

※「合体せよ！ドリフトV」登場
- 鳥羽三郎（テイトTV情報制作局D）［第2・3話］瑠璃子さんにいたずら（第2話）

※「HELP!サヤ先生❤️」登場
- 草津丸太（テイトTV情報制作局AD）［第2話］瑠璃子さんにいたずら（第2話）

※「HELP!サヤ先生❤️」登場
- 小池太郎（俳優）［第2・3話］由里子さんと『カジノDEバクロ』収録中オマ◯コ（第2・3話）

※「リラ+クリ」登場
- 有馬省吾（瑠璃子さん息子）［第3・4話］自宅＆由里子さん宅登場（第3話）、七瀬さんとテレビ局内で会話（第4話）、七瀬さんと松村君の「天使の玉手箱」出演中オマ◯コ見学、瑠璃子さんと和解（第5話）

※「マジシャンとHな弟子」登場
- 千葉由里子（シュトTVアナウンサー/有馬瑠璃子妹）［第2話より登場］連想シーンにて登場（第2話）、大学生（鴨川君）と番組内オマ◯コ・鹿児島君と自宅オマ◯コ（第3話）
- 鹿児島隼人（シュトTV制作部D）［第3話］鹿児島君と自宅オマ◯コ（第3話）、瑠璃子さんと自宅前で大喧嘩（第4話）
- ダブルドリブル達哉・和哉（お笑い芸人）［第4話］瑠璃子さんと瑠璃子さん自宅で3Pオマ◯コ（第4話）
- 生駒七瀬（シュトTV制作部P/声優生駒浩史母/瑠璃子さんの大学1年次先輩）［第4、5話］省吾とテレビ局内で会話（第4話）、松村君と「天使の玉手箱」出演中にオマ◯コ（第5話）

※「声だけでイッちゃう❤️」「人妻声優イクコさん❤️」登場
- 松村修之（「天使の玉手箱」放送作家）［第5話］七瀬さんと「天使の玉手箱」出演中にオマ◯コ（第5話）

※「声だけでイっちゃう❤️」「人妻声優イクコさん❤️」登場
- 長崎君（シュトTVディレクター）［第5話］七瀬さんと松村君の「天使の玉手箱」出演中のオマ◯コ演出（第5話）

※「マジシャンとHな弟子」登場
- 伊香保修司（（株）TENGO営業部）七瀬さんと1回オマ◯コ経験あり［第5話］七瀬さんに「天使の玉手箱」内でいたずら（第5話）

### 連載終了後の作品
■HELP!サヤ先生❤️（第1話〜最終話「アクションピザッツ」2023年1月号〜2024年7月号（隔月掲載）、描き下ろし「由里子さんな淫靡な休日❤️」）
- 城崎沙耶(教育評論家/元高校教師/主人公)［第1話より登場］旦那とオマ◯コ（第1話）、下呂隆からいたずら(第1話）、翔太君と不倫オマ◯コ(第2・7話）、勝浦君と不倫オマ◯コ(第3話）、草津君と不倫オマ◯コ(第4話）、広志君と露天風呂オマ◯コ（第8話）、尾場下市比鳥町青年部メンバーと露天風呂オマ◯コ（最終話）、由里子さんとテレビ局内で会話（書き下ろし）
- 有馬瑠璃子（テイトTVアナウンサー/千葉由里子姉/有馬省吾母）［第3話より登場］草津君等におっぱい披露（第3話）、番組でのおっぱい公開&スタッフからのいたずら（第4話）、翔太君と自宅寝室オマ◯コ（第5話）、ブルーギル瞬と番組公開オマ◯コ（第6話）、登別アナからいたずら（第7話）

※「未亡人アナ瑠璃子の非日常」登場
- 千葉由里子（シュトTVアナウンサー/有馬瑠璃子妹）［第8・9話・書き下ろし］鹿児島君と露天風呂オマ◯コ等（第8話）、鹿児島君＆佐賀君とオマ◯コ（第9話）、鹿児島君と自宅オマ◯コ（書き下ろし）
- 城崎沙耶の旦那（海外出張中）［第1・7・最終話］沙耶とオマ◯コ（第1話）、沙耶＆翔太君が不倫中に電話オマ◯コ［第7話］、海外出張より帰国（最終話）
- 城崎真夏（沙耶の娘）［第1話より登場］
- 那須翔太（ベビーシッター/教師時代教え子）［第2話より登場］真夏のベビーシッター（第2話から）、沙耶と不倫オマ◯コ（第2・7話）、瑠璃子さんにエロ番組出演を説得＆自宅寝室オマ◯コ（第5話）、由里子さんと鹿児島君＆佐賀君のオマ◯コ見学（第9話）
- 草津君（テイトTVAD）［第1話より登場］下呂隆を通報（第1話）、沙耶先生の不倫オマ◯コ（第4話）、ブルーギル瞬をキャスティング（第6話）

※「未亡人アナ瑠璃子の非日常」登場
- 下呂隆（心理学者）［第1話］沙耶を襲って逮捕される（第1話）
- 鬼怒川花子（弁護士）［第3・9話］でラジオ番組レギュラーを沙耶先生に奪われ逆恨みする（第3話）、討論番組で紗耶先生と言い争う（第9話）
- 勝浦君(スタイリスト)［第3話］沙耶先生と不倫オマ◯コ（第3話）
- 鳥羽君(テイトTVバラエティ班D）［第3話より登場］草津君の上司、深夜のエロエロクイズ番組「イッて❤️QQのQ」D、有馬瑠璃子アナウンサーにいたずら（第6話)

※「未亡人アナ瑠璃子の非日常」登場
- 登別憲二(テイトTVアナウンサー/有馬瑠璃子さんの先輩アナウンサー)［第4話より登場］、瑠璃子さんにセクハラトーク（第4話）、テイトTV廊下でいたずら（第7話）
- 道後（トレンドニュースディレクター）［第4話］瑠璃子さんのセクハラ風景を撮影（第4話）
- 加藤黒美(テイトTVアナウンサー/有馬瑠璃子の後輩アナウンサー)［第6話］深夜のエロエロクイズ番組「イッて❤️QQのQ」司会（第6話）

※「集合せよ！ドリフトV」「未亡人アナ瑠璃子の非日常」登場
- ダブルドリブル（お笑い芸人）［第6話］深夜のエロエロクイズ番組「イッて❤️QQのQ」出演（第6話）
- ブルーギル瞬/仲本青司（AV男優）［第6話］有馬瑠璃子アナウンサーの番組公開オマ◯コ（第6話）

※「集合せよ！ドリフトV」登場
- 有馬省吾（有馬瑠璃子息子）［第6話］母のエロ番組出演にショックを受ける（第6話）

※「マジシャンとHな弟子」「未亡人アナ瑠璃子の非日常」登場
- 那須広志（沙耶先生の教え子）［第8話］由里子さんと記念写真（第8話）、沙耶さんと露天風呂オマ◯コ（第8話）
- 鹿児島君［鹿児島隼人］（シュトTVD）［第8・9話・書き下ろし］由里子さんと露天風呂オマ◯コ（第8話）、由里子さんとスタジオでのオマ◯コ（第9話）、由里子さんと自宅オマ◯コ（書き下ろし）
- 廊下を歩く芸能関係者（生田陽子、秋元綾、ダブルドリブル等）［第9話］

■マジシャンとHな弟子（第1話〜最終話「アクションピザッツ」2021年5月号〜2022年11月号（隔月掲載）、描き下ろし「収録終わりの由里子さん❤️」）
- 朝比奈美沙（マジシャン、省吾師匠/主人公)省吾とオマ◯コ(第1・5話、最終話）、Gメン静岡とオマ◯コ（第2話）、省吾&ジュリアとのオマ◯コ勝負（第8話）
- 有馬省吾(美沙の弟子、有馬瑠璃子息子)美沙とオマ◯コ（第1・5話）、美佐子さんとオマ◯コ（第4話）、美沙&ジュリアとのオマ◯コ勝負（第8話）、雪絵さんとオマ◯コ（第9話）、由里子さん＆美沙とオマ◯コ（最終話）

※「未亡人アナ瑠璃子の非日常」登場
- 劇場支配人（美沙出演する劇場の支配人）
- 千葉由里子（省吾叔母、シュトTVアナウンサー)省吾にいたずら（第1話）、省吾に全裸を見せる（第2話）、長崎君とオマ◯コ（第3話）、番組で公開全裸（第4話）、省吾考案全裸マジック（第5話）、番組で公開全裸&鹿児島君他番組スタッフと乱交（第6話）、鹿児島君とオマ◯コ（第8話）、逆バニー姿披露（第9話）、省吾&美沙とオマ◯コ（最終話）、シュウトTVAD調布＆町田のいたずら（描き下ろし）
- Gメン静岡（エロ漫談家）［第2話］美沙とオマ◯コ（第2話）、劇場支配人に殴られる
- 千葉怜奈（千葉由里子娘）［第3話から登場］由里子さんと一緒に劇場ステージを見る（第3話）、由里子さん・省吾・美沙とパーティをする（最終話）
- 長崎君（シュトTVD）［第3・4話］美沙出演交渉により由里子さんとオマ◯コ（第3話）
- 秋野美佐子（フタバTVアナウンサー）［第4話］番組で公開全裸、省吾とオマ◯コ（第4話）
- 豚吉君（フタバTVAD）［第4話］番組スタッフ、美沙子さんのオマ◯コシーンを撮影しようとする
- 寛太君（フタバTVAD）［第4話］番組スタッフ
- 葉月雪絵（テイトTVアナウンサー)［第5・9話］番組で公開全裸（第5話）、省吾とオマ◯コ（第9話）
- 調布（シュトTVAD）［第7・9話・描き下ろし］全裸の由里子さんにいたずら（第7話）、逆バニー姿の由里子さんにお触り（第9話）、逆バニー姿の由里子さんにいたずら（描き下ろし）
- 町田（シュトTVAD）［第7・9話・描き下ろし］全裸の由里子さんにいたずら（第7話）、逆バニー姿の由里子さんにお触り（第9話）、逆バニー姿の由里子さんにいたずら（描き下ろし）
- 鹿児島君（シュトTVD）［第7・8・9話］由里子さんと乱交（第7話）、由里子さんとオマ◯コ（第8話）、由里子さん逆バニー姿撮影（第9話）
- 夜神ジュリア（マジシャン）［第6話から登場］美沙不在のステージ公演&省吾とオマ◯コ（第6話）、省吾&美沙とのオマ◯コ勝負（第8話）、ウーマンズ・マジック・グランプリ優勝（最終話）
- ザ・トランプ（マジシャン）［第9話］ジュリアの弟子、5人グループ

■集合せよ！ドリフトV（第1話〜最終話「アクションピザッツDX」2019年8月号、「アクションピザッツ」2019年11月号〜2021年3月号（隔月掲載）、描き下ろし「イベント楽屋裏話❤️」）
- 志村桃子（タレント/ピンクアクセル/主人公）陽平君とオマ◯コ（第1話）、黄太郎とオマ◯コ（第2話）、青司とオマ◯コ（第5話）、陽平君＆黒美と乱交（第9話）
- 石野陽平（ドリフトVファン）桃子とオマ◯コ（第1話）、桃子＆黒美と乱交（第9話）
- 高木黄太郎（桃子の旦那/イエローアクセル）［第2話から登場］桃子とオマ◯コ（第2話）、桃子＆黒美と乱交（最終話）
- 加藤黒美/トレイシー加藤（テイトTVアナウンサー/ブラックアクセル）［第3話から登場］ナイトニュースキャラクター、川口部長とオマ◯コ（第3話）、山瀬君とオマ◯コ（第4話）、銭湯でお客さま4名とオマ◯コ（第6話）、川口部長＆渡辺君とオマ◯コ（第8話）、桃子＆陽平君と乱交（第9話）、青司＆黄太郎と乱交（最終話）

※「HELP!サヤ先生❤️」登場
- 仲本青司/ブルーギル瞬（AV男優/ブルーアクセル）［第5話から登場］桃子とオマ◯コ（第5話）千葉由里子とオマ◯コ（第8話）、真知子とオマ◯コ（第8話）、黒美＆桃子＆レイと乱交（最終話）

※「HELP!サヤ先生❤️」登場
- 碇矢赤志/紅音レイ（経営者/レッドアクセル）［第8話から登場］青司と乱交（最終話）
- 矢沢真知子（ヤザワオフィス社長/アクージョ）［第2話から登場］青司とオマ◯コ（第8話）
- 井森君（テイトTVAD）［第3話］黒美にいたずら（第3話）
- 森口君（テイトTVAD）［第3話］黒美にいたずら（第3話）
- 川口浩二郎（テイトTV制作部部長）［第3話から登場］黒美とオマ◯コ（第3話）、渡辺＆黒美と乱交（第8話）
- 神手治（マッサージ師）［第4話］黒美にエロマッサージ（第4話）
- 山瀬君（テイトTVAD）［第4話］黒美とオマンコ（第4話）
- 千葉由里子（シュトTVアナウンサー）［第7・8話］「天使の診察室」出演中に青司とオマ◯コ（第7話）、素敵なオクサマーズイベント（第8話）、イベント司会＆戦闘員からいたずら（最終話）、松村君とオマ◯コ未遂（描き下ろし）
- 秋野美佐子（フタバTVアナウンサー）［第8話］素敵なオクサマーズイベント（第8話）
- 葉月雪絵（テイトTVアナウンサー）［第8話］素敵なオクサマーズイベント（第8話）
- 渡辺(テイトTVスタッフ）［第8話］川口部長＆黒美と乱交（第8話）
- 松村君（シュトTV構成作家）［描き下ろし］由里子とオマ◯コ未遂（描き下ろし）

■人妻市長の淫靡な性交改革（第1話〜第10話「アクションピザッツDX」2018年9月号〜2019年6月号掲載、描き下ろし「世界チャンピオンにごほうひ❤️」）
- 千葉由里子（尾場下市長/元フタバTVアナウンサー/主人公）［第1話より登場］ハットリとスパーリングオマ◯コ（第1話）、青森とオマ◯コ（第2話）、荒川課長＆土手と乱交（第3話）、兵庫君とオマ◯コ（第4・6話）、比鳥町独身男性のいたずら（第6話）、美佐子さん＆雪絵さんとの入浴シーン（第8話）、素敵なオクサマーズ、高知家成＆美佐子さん＆雪絵さんとの乱交（第9話）、兵庫君＆栃木君と乱交（第10話）、黒澤銀二とオマ◯コ（描き下ろし）
- 千葉怜奈（千葉由里子娘）［第9話］
- 大阪士郎/兵庫君（尾場下市長第一秘書）［第1話より登場］由里子さんとオマ◯コ（第4話）、由里子さん＆栃木君と乱交（第10話）
- ザ・グレート・ハットリ（真・道産子プロレス代表）［第1・9・10話］由里子さんとスパーリングオマ◯コ（第1話）、由里子さんとホテルオマ◯コ（第9話）、オバカサンダー（銀二）と対決（第10話）
- スワン舞/白鳥舞［第1・5話］ハットリを半殺しにする（第1話）、福島富生を半殺しにする（第5話）

※「こちら桃色カンパニー」登場
- 青森土門（元力士/尾場下市総務課勤務）［第2・4話］由里子さんとオマ◯コ※フェラ有（第2話）
- 青森土門の父（自宅に土俵有）［第2話］
- 大家ちゃん/黒澤香織（元選挙スタッフ）［第3・5話］

※「人妻淫乱総選挙」「こちら桃色カンパニー」登場
- 荒川課長（尾場下市土木課勤務）［第3話］由里子さん＆土手と乱交（第3話）
- 土手（尾場下市土木課勤務/荒川課長の部下）［第3話］由里子さん＆荒川課長と乱交（第3話）
- 風俗店の店長［第3話］CLUB Spresso店長
- 山梨未歩子（シュトTVアナウンサー）［第3・5話］シュトニュース9キャスター
- 鳥取善行/鳥取君（シュトTVスタッフ）［第4話］
- 鹿児島君（シュトTVスタッフ）［第4話］
- 佐賀君（シュトTVスタッフ）［第4話］
- 長崎君（シュトTVスタッフ）［第4話］由里子さんにおっぱいポロリのセクハラ（第4話）
- 北海道男（俳優/尾場下市観光大使）［第5話］不倫関係の女性に暴行して逮捕（第5話）
- 福島富生（尾場下市広報課勤務）［第5話］依久子さんとオマ◯コ（第5話）
- 井上依久子（声優）［第5話］福島富生とオマ◯コ（第5話）

※「声だけでイッちゃう❤️」「人妻声優イクコさん❤️」登場
- 高知家成（土亜保市長）［第7・8話］番組中に美佐子さんとオマ◯コ（第7話）
- 高知紗理依（衆議院議員/高知家成の姉）［第7・9・10話］
- 秋野美佐子（フタバTVアナウンサー)［第7・8話］由里子さん＆雪絵さんとの入浴シーン＆番組中に高知家成とオマ◯コ（第7話）、素敵なオクサマーズ、高知家成＆由里子さん＆雪絵さんとの乱交（第8話）
- 葉月雪絵（テイトTVアナウンサー）［第7・8

話］由里子さん＆美佐子さんとの入浴シーン（第7話）、素敵なオクサマーズ、高知家成＆由里子＆美佐子との乱交（第8話）
- オバカサンダー/愛知健二（尾場下市観光振興課）［第9話］
- ドアホヤンカー/黒澤銀二（格闘技ウェルター級世界チャンピオン）［第9・10話、描き下ろし］大家ちゃん/黒澤香織の弟、由里子さんとオマ◯コ（描き下ろし）

※「こちら桃色カンパニー」登場
- 栃木雄馬/栃木君（元選挙スタッフ/尾場下市役所職員）［第10話］由里子さん＆兵庫君と乱交（第10話）

※「人妻淫乱総選挙」登場
- 七瀬香苗（看護師/人妻）［第10話］オバカ祭り参加

※「リラ＋クリ」登場
- 前島真美（アイドル/人妻）［第10話］オバカ祭り参加

※「ママがアイドル」登場
- 織田莉奈（プロゴルファー）［第10話］オバカ祭り参加

※「バーディバディGO!!」登場
- マリア・ソム・ジェラード（スコールズ王国王女）［第10話］オバカ祭り参加

※「Dear.下町プリンセス」登場
- 神無月カンナ（もんじゃ店経営）［第10話］オバカ祭り参加

※「Dear.下町プリンセス」登場
■人妻淫乱総選挙（第1話〜第10話「アクションピザッツDX」2017年10月号〜2018年7月号掲載、描き下ろし「また会う日まで栃木くん❤️」)
- 千葉由里子（シュトTVアナウンサー/尾場下市長選に立候補/主人公）［第1話から登場］栃木君と説得オマ◯コ（第1話）、如月映太とオマ◯コ（第2話）、カツ君＆レツ君と報酬オマ◯コ（第3話）、佐賀君＆鹿児島君と楽屋でオマ◯コ（第5話）、兵庫君とお風呂でオマ◯コ（第6話）、ミッキーとオマ◯コ＆不良達と乱交（第8話）、美佐子さん＆雪絵さん＆選挙スタッフと乱交（第10話）、繰り上げ当選により市長就任（第10話）、栃木君と餞別オマ◯コ（描き下ろし）
- 千葉怜奈（千葉由里子娘）［第2・4・10話］
- 栃木雄馬/栃木君（尾場下市役所秘書課勤務/由里子さん陣営選手スタッフ）［第1話から登場］由里子さんと説得オマ◯コ（第1話）、美佐子さんと自宅オマ◯コ（第9話）素敵なオクサマーズ＆選挙スタッフで乱交（第10話）、由里子さんと餞別オマ◯コ（描き下ろし）

※「人妻市長の淫靡な性交改革」登場
- ダブルドリブル（お笑い芸人）［第1話］
- 沖田君（シュトTVAD）［第1話］
- シュウトTV社長［第1話］由里子さんの出馬を許可する（第1話）
- 如月映太（カメラマン/葉月雪絵さん息子）［第2・4話］由里子さんとオマ◯コ（第2話）、由里子さん宅を訪問する＆由里子さんのオマ◯コチェック（第4話）

※「Dear.下町プリンセス」登場
- 黒澤香織/大家ちゃん（選挙事務所大家/由里子さん陣営選挙スタッフ）［第3話より登場］

※「こちら桃色カンパニー」「人妻市長の淫靡な性交改革」登場
- カツ君（由里子さん陣営選挙スタッフ）［第3話より登場］由里子さん＆レツ君と報酬オマ◯コ（第3話）、素敵なオクサマーズ＆選手スタッフで乱交（第10話）

※「人妻爆乳アナウンサー由里子さん❤️」登場
- レツ君（由里子さん陣営選挙スタッフ）［第3話より登場］由里子さん＆カツ君と報酬オマ◯コ（第3話）、素敵なオクサマーズ＆選挙スタッフで乱交（第10話）

※「人妻爆乳アナウンサー由里子さん❤️」登場
- 三重美枝子（現職の尾場下市長/栃木君の上司）［第3話より登場］大阪君を由里子さん陣営にスパイとして送り込む（第5話）、栃木君を退職を受理する（第6話）、足利社長とオマ◯コ（第7話）、当選後不正発覚により当選無効（第10話）
- 葉月雪絵（バタフTVアナウンサー/如月映太母）［第4話から登場］長瀬君と口止めオマ◯コ（第4話）、由里子さん応援（第7話）、由里子さん＆美佐子さん＆選挙スタッフと乱交（第10話）
- 長瀬君/長瀬和彦（バタフTVアナウンサー）［第4話］雪絵さんと口止めオマ◯コ（第4話）、由里子さんの立候補をスクープする（第4話）
- 山口アナウンス部長/山口亜津子（シュトTVアナウンサー）［第5話］

※「人妻爆乳アナウンサー由里子さん❤️」登場
- 佐賀君（シュトTVD）［第5話］由里子さん＆鹿児島君と楽屋でオマ◯コ（第5話）
- 鹿児島君（シュトTVD）［第5話］由里子さん＆佐賀君と楽屋でオマ◯コ（第5話）
- 永倉君/永倉悠ニ（シュトTVアナウンサー）［第5話］由里子さん出馬表明の出演番組キャスター（第5話）

※「人妻爆乳アナウンサー由里子さん❤️」登場
- 大阪君/兵庫健人（三重市長第一秘書/由里子さん陣営選挙スタッフ）［第5話より登場］由里子さんとお風呂でオマ◯コ（第6話）、栃木君に正体を明かす（第10話）

※「人妻市長の淫靡な性交改革」登場
- 織田莉奈（プロゴルファー）［第7話］三重市長の応援演説（第7話）

※「バーディバディGO!!」登場
- 足利社長（ショーグン建設社長）［第7話］三重市長とオマ◯コ（第7話）

※「バーディーバディGO!!」登場
- 秋野美佐子（フタバTVアナウンサー）［第7話から登場］由里子さん応援（第7話）、怒旧曽海岸で取材（第8話）、由里子さんの応援演説＆群衆からいたずら（第9話）、栃木君と自宅オマ◯コ（第9話）、由里子さん＆雪絵さん＆選挙スタッフと乱交（第10話）

【注意】第7話でレツ君が「シュトTVの秋野美佐子アナ」とコメントしていたが、第8話ではフタバTVに訂正されている
- ミッキー（不良のリーダー）［第8・9話］由里子さんと海岸でオマ◯コ（第8話）、海岸でのゴミ拾い（第9話）

■人妻声優イクコさん❤️（第1話〜第10話「アクションピザッツDX2016年11月号〜2017年８月号掲載、描き下ろし「イクコさん危機一髪!?」）
- 井上依久子（声優/主人公）［第1話より登場］星野君とオマ◯コ（第1話）、哲将さんとラブホオマ◯コ（第2話）、護さんと楽屋オマ◯コ（第3話）、依久子さんファン2名とオマ◯コ（第5話）、堀和彦とオマ◯コ（第6話）、特撮オマ◯コ（第8話）、生駒浩史＆陽子とオマ◯コ（第9話）、制作スタッフと乱交（第10話）

※「声だけでイッちゃう❤️」登場
- 生田陽子（声優/依久子さん付き人）［第1話より登場］堀和彦とオマ◯コ未遂（第6話）、生駒浩史＆依久子さんとのオマ◯コ（第9話）
- 桜井冴子（フタバプロダクション代表取締役/生田陽子の叔母）［第1話より登場］

※「声だけでイッちゃう❤️」登場
- 星野君（音響監督）［第1話］依久子さんとオマ◯コ（第1話）
- 和田哲将（声優/ひよこプロデュース所属）［第2・7・9話］依久子さんとラブホオマ◯コ（第2話）
- 白石護（声優）［第3話］依久子さんと楽屋オマ◯コ（第3話）
- 中田敦子（声優）［第4話］ラジオスタッフとオマ◯コ（第4話）

※「声だけイッちゃう❤️」登場
- 秋元綾（声優）［第6・9・10話］
- 堀和彦（声優/たまごプロデュース所属/生駒七瀬元旦那/生駒浩史父）［第6話］依久子さんとオマ◯コ（第6話）

※「声だけでイッちゃう❤️」登場
- 生駒七瀬（シュトTVP/生駒浩史母）［第7話］松村君と自宅オマ◯コ（第7話）

※「声だけでイッちゃう❤️」登場
- 生駒浩史（声優/生駒七瀬息子）［第9話］依久子さん＆陽子さんのオマ◯コ（第9話）

※「声だけでイッちゃう❤️」登場
- 松村修之/センズリ太郎（放送作家）［第7話］七瀬さんと自宅オマ◯コ（第7話）
- 与田裕貴（依久子さん2代目付き人）［描き下ろし］

■声だけでイッちゃう❤️（第1話〜第10話「アクションピザッツDX」2015年12月号〜2016年9月号掲載、描き下ろし「試される浩史！」)
- 生駒浩史（研修生→声優/主人公）［第1回から登場］柚希さんとおまじないオマ◯コ（第1回）、依久子さんと実習オマ◯コ（第2・3話）、香菜さんとラブホオマ◯コ（第4回）、冴子社長とレッスンオマ◯コ（第5話）、依久子さんとラブホオマ◯コ（第6話）、敦子さんと自宅バスルームでオマ◯コ（第7話）、依久子さんと衣装合わせ中にオマ◯コ（第9・10話）、柚希さんとオマ◯コ（第10話）、香菜さんとラブホオマ◯コ（第10話）、冴子社長とオフィスオマ◯コ（第10話）、敦子さんと自宅オマ◯コ（第10話）、七瀬さんに相談（第10話）、依久子さん＆敦子さんと乱交（描き下ろし）

※「人妻声優イクコさん❤️」登場
- 生駒七瀬（シュウトTVP/元声優（芸名：七瀬茉美）/生駒浩史母）［第1回より登場］番組「突撃ダブドリ部」内でストリップ（第8話）、ダブルドリブルと楽屋で乱交（第8話）

※「人妻声優イクコさん❤️」登場
- 堀和彦（声優/生駒七瀬元旦那/生駒浩史父）［第10話］

※「人妻声優イクコさん❤️」登場
- 橋本柚希（声優/講師）［第1回から登場］浩史とおまじないオマ◯コ（第1回）
- 川端健一（声優）［第1・9話］
- 井上依久子（声優/講師）［第1回から登場］浩史と実習オマ◯コ（第2・3回）、浩史とラブホオマ◯コ（第6話）、浩史と衣装合わせ中にオマ◯コ（第9・10話）、浩史＆敦子さんと乱交（描き下ろし）

※「人妻声優イクコさん❤️」登場
- 桜井冴子（フタバプロダクション代表取締役）［第3話から登場］浩史とレッスンオマ◯コ（第5話）、浩史とオフィスオマ◯コ（第10話）

※「人妻声優イクコさん❤️」登場
- 若月香菜（声優）［第4話から登場］ラブホオマ◯コ（第4・10話）
- 千葉由里子（シュトTVアナウンサー）［第4話］背景で登場
- 佐賀君（シュトTVAD）［第4・8話］背景で登場（第4話）、七瀬さん番組公開全裸に立ち会う（第8話）
- 鹿児島君（シュトTVAD）［第4・8話］背景で登場（第4話）、七瀬さん番組公開全裸に立ち会う（第8話）
- 黒澤香織/大家ちゃん［第4話］背景で登場

※「人妻淫乱総選挙」登場
- 安藤君（声優）［第6話］アンポンタントリオ、居酒屋で依久子さんにいたずら（第6話）
- ポン太君（声優）［第6話］アンポンタントリオ、居酒屋で依久子さんにいたずら(第6話）
- 丹野君（声優）［第6話］アンポンタントリオ、居酒屋で依久子さんにいたずら（第6話）
- 中田敦子（声優）［第7話より登場］浩史と自宅バスルームでオマ◯コ（第7話）、浩史と自宅寝室でオマ◯コ（第10話）、浩史＆依久子さんで乱交（描き下ろし）

※「人妻声優イクコさん❤️」登場
- 中田敦子旦那（会社員？）［第7話］
- 松村君/松村修之（シュトTV構成作家）［第8話］生駒浩史の友人

※「人妻声優イクコさん❤️」登場
- ダブルドリブル（お笑い芸人）［第8話］生駒七瀬と楽屋で乱交（第8話）

■Dear.下町プリンセス（第1話〜第20話）
- マリア・ソム・ジェラード（スコールズ王国王女/主人公）［第1話より登場］映太より銭湯でいたずら（第1話）、映太と仲直りオマ◯コ（第2話）
- 葉月雪絵/如月雪絵（バタフTVアナウンサー）［第1話より登場］スコールズ王国取材（第1話）、映太のエロ写真撮影（第2話）
- 如月映太（カメラマン/葉月雪絵息子）［第1話より登場］マリアにノゾキ湯でいたずら（第1話）、マリアと仲直りオマ◯コ（第2話）

※「人妻淫乱総選挙」登場
- おっちゃん（ノゾキ湯店主）［第1話より登場］映太に雪絵さんエロ写真で買収される（第1話）

■人妻アナウンサーナマ本番（第1話〜第10話）
※「人妻爆乳アナウンサー由里子さん❤️」第10話〜19話が第1話〜第10話として掲載
■人妻爆乳アナウンサー由里子さん❤️（第1話〜第19話）
- 千葉由里子（シュトTVアナウンサー）［第1話から登場］沖田と自宅でパイズリ等（第1話）
- 沖田護（シュトTV制作部AD）［第1話］由里子さんにオマ◯コを見せてもらう（第1話）、由里子さんの自宅でパイズリ等（第1話）
- 長崎真司（シュトTV制作部D）由里子さんと楽屋でオマ◯コ（第2話）
- 佐久原信二（シュトTVアナウンサー/セクハラの佐久原）［第2話］本番中にかつらをとられる（第2話）
- 鬼丸選手（プロ野球選手）［第2話］
- 風見舞（お天気キャスター）［第2話］